# Геоинформатика
Геоинформатика је наукa која се бави управљањем, обрадом и анализом геопросторних података, аналитичким и нумеричким моделирањем просторно временских процеса и геовизуализацијом просторних података и информација. 
Све чешће се израђују WEB сервиси и апликације засноване на просторним подацима. Исти приступ користе и највеће компаније као што су Apple, Google, Microsoft, Amazon, Intel и Uber, чак и компаније ауто индустрије попут Tesle, Audi-ja, BMW-a и Mercedesa (аутопилот функционалност). Геоинформатика обједињује технологије које се користе за прикупљање, обраду, управљање и визуелизацију просторних података: Картографија, Географски информациони системи (ГИС), Фотограметрија, Даљинска детекција и Глобални навигациони сателитски системи (ГНСС) као и многе методе из области информационих технологија које су неопходне за квалитетне сервисе базиране на просторним подацима.
Примена геоинформатике је веома широка и обухвата области као што су: информационе технологије, просторно планирање, пољопривреда, екологија, управљање ризицима, геодезија, географија, саобраћај, економија, туризам, демографске анализе, друге геонауке, итд.
Геоинформатика је учење суштине и функције геоинформације и њене припреме у облику геоподатака. Оно чини научну основу географских информационих система (ГИС). Заједничка компонента свих примјена геонформатике је њихов однос према простору.
Геоинформатика је, као и биоинформатика, еколошка и економска информатика, једна интердисциплинарна наука. Она спаја информатику са географијом, геодезијом, картографијом и сродним наукама.
Три главна задатка геоинформатике су:
- Развој и ажурирање база података са географским подацима
- Анализа и моделирање тих података
- Развој и интеграција алата и софтвера за те задатке